# Distretto di Kavak
Il distretto di Kavak (in turco Kavak ilçesi) è uno dei distretti della provincia di Samsun, in Turchia.